# Reinhard Roericht
Reinhard Roericht  (* 3. Oktober 1945 in Naumburg/Saale; † 8. April 2012 in Bonn) war ein deutscher Politiker der FDP.

## Ausbildung und Beruf
Reinhard Roericht besuchte ein mathematisch-naturwissenschaftliches Gymnasium, das er 1965 mit dem Abitur abschloss. Er belegte von 1965 bis 1969 ein Studium der Geschichte, Soziologie und politischen Wissenschaften an der Universität zu Köln und der Technischen Hochschule Aachen. Als Leiter der Presse- und Informationsstelle der Technischen Hochschule Aachen war er von 1969 bis 1975 tätig. Danach ruhte sein Arbeitsverhältnis gemäß Landesrechtsstellungsgesetz. Nach der Wiedervereinigung war er im Bildungsministerium von Brandenburg tätig, wo er an der Reorganisation des Bildungs- und Hochschulwesens beteiligt war.

## Politik
Reinhard Roericht wurde 1964 Mitglied der FDP und der Jungdemokraten. Später war er auch Mitglied der deutschen Gruppe der Liberalen Internationale. 1967/68 gehörte er unter Klaus Allerbeck dem Vorstand des Liberalen Studentenbundes Deutschland an. 1970 wurde er Mitglied des FDP-Landesvorstandes Nordrhein-Westfalen. Von 1971 bis 1975 war er Schatzmeister des Verbandes Liberaler Akademiker und anschließend bis 1977 dessen Präses. 1974 wurde er Delegierter zum Bundeshauptausschuss und Bundesparteitag. Ab 1972 fungierte er als Ratsherr der Stadt Aachen.
Reinhard Roericht war vom 28. Mai 1975 bis zum 28. Mai 1980 Mitglied des 8. Landtages von Nordrhein-Westfalen, in den er über die Landesliste einzog.